# Jos Steenmeijer

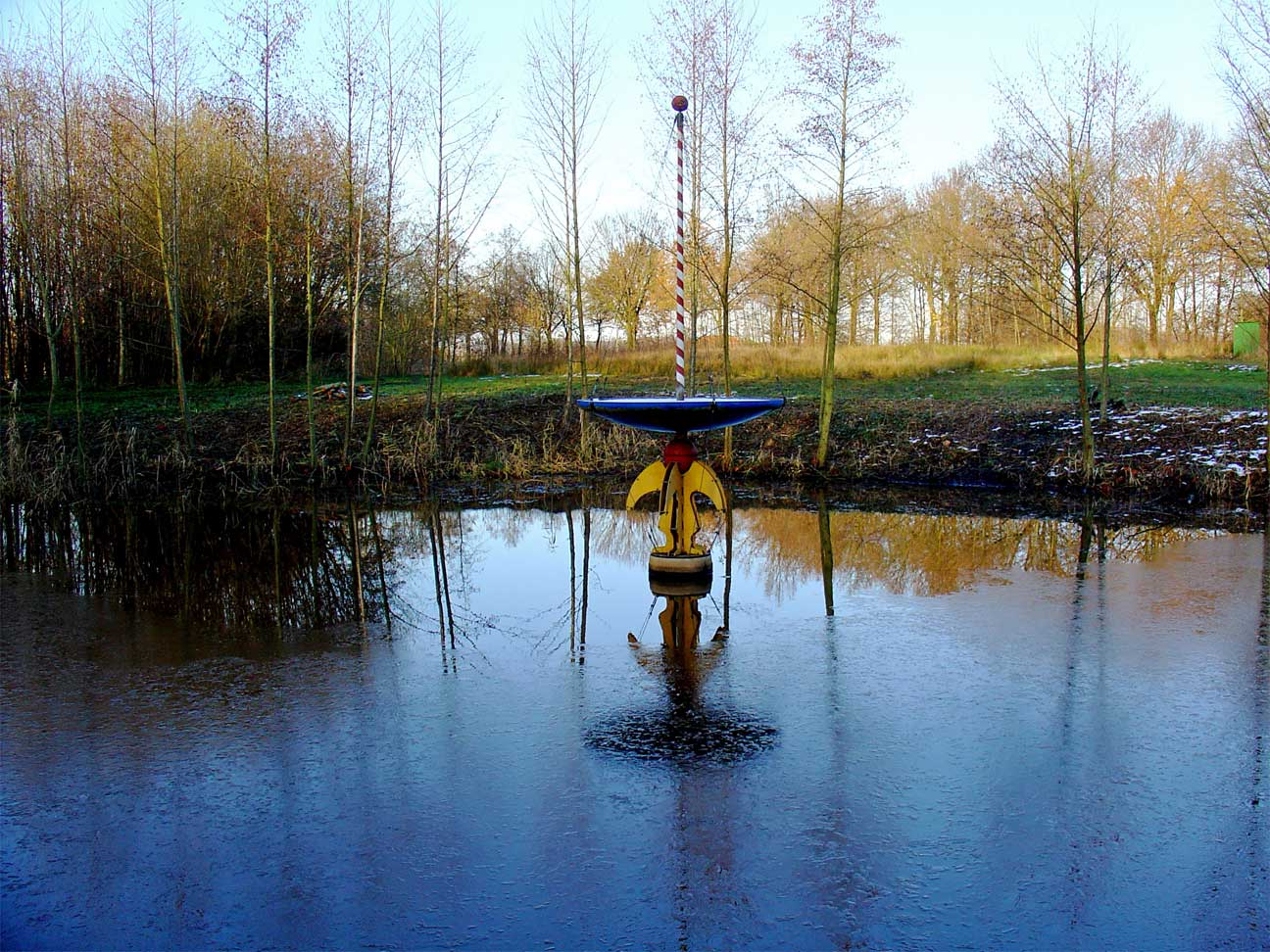
Gurgulio door Trudi van den Berg en Jos Steenmeijer in Onstwedde (1991)

Jan Cornelis (Jos) Steenmeijer (Groningen), 21 mei 1956) is een Nederlandse beeldhouwer.
Na aanvankelijk een technische opleiding te hebben gevolgd koos Steenmeijer voor een artistieke loopbaan. Hij werd als beeldhouwer opgeleid aan de Groningse Academie Minerva (1985-1988) en vestigde zich na zijn opleiding in Groningen. Samen met Trudi van den Berg deelt hij zijn atelier de Zuil. Hij maakt zowel samen met Van den Berg als zelfstandig beeldende kunst. Het werk van beiden wordt getypeerd als pragmatisch zonder verheven concepten en kunsttheorieën. Steenmeijer laat zich inspireren door de wereld van de techniek, hetgeen hij zelf aanduidt als de poëzie van de techniek.
Hun werk in onder meer te zien in openbare ruimte van de stad Groningen (bijvoorbeeld The fallacy of composition, Beckerweg en afsluitbomen), in Sappemeer (Three o’tree) en in Onstwedde (Gurgulio) (zie: afbeelding). Verder maakten zij kunstwerken voor de gemeente Assen Tapijten van Assen, voor de Rijksuniversiteit Groningen Micro Macro sprong en voor de gemeente Coevorden De Spiekbrief.
Steenmeijer zelf maakte onder meer Uurwerker VIII (in de kerk van Middelbert) en Kringloop/Kreislauf (in de kerk van het Duitse Leer).